# 川端駅 (長野県)
川端駅（かわばたえき）は、かつて長野県小県郡丸子町（現在の上田市）にあった上田丸子電鉄西丸子線の駅（廃駅）である。

## 歴史
- 1926年（大正15年）8月12日：上田温泉電軌依田窪線の駅として開業。
- 1939年（昭和14年）8月30日：上田電鉄に社名変更。地方鉄道となり西丸子線と改称。
- 1943年（昭和18年）10月21日：上田電鉄と丸子鉄道が合併して上田丸子電鉄が発足。上田丸子電鉄の西丸子線の駅となる。
- 1961年（昭和36年）6月29日：同月25日の梅雨前線豪雨被害（三六災害）により休止となる。
- 1963年（昭和38年）11月1日：西丸子線廃止にともない廃駅となる。

## 駅構造
単式ホーム1面1線と待合室があるだけの無人駅であった。

## 川端駅の遺構・駅の碑
当駅があった事を示すポイントとして知られているのが、「川端駅之石碑」である。上田丸子電鉄西丸子線は、上田温泉電気軌道によって同社の依田窪線として開業しているが、同社では小県郡依田村川端に駅を設置した際、駅を設置した証として石碑を建てたという。廃止後、駅は解体されたが石碑だけは撤去されず、駅があったことを示す遺構として知られている。

## 依田川鉄橋について
上田丸子電鉄西丸子線最大の難工事は、依田川に架かる鉄橋工事であった。当駅と寿町駅の間に架かる上田丸子電鉄依田川橋梁は、プレートガーター3連で橋脚が2つの非常に簡素な作りであったが、それでも建設時は難工事の一つであり、馬場駅・依田駅間の二ツ木峠トンネルと共に路線自体の運命を決める工事となった。1961年6月25日の梅雨前線豪雨（三六災害）で橋脚流失までいかないものの何箇所か破損したことが路線廃止の決定打にもなったのである。

## 隣の駅
上田丸子電鉄
西丸子線
上組駅 - 川端駅 - 寿町駅